# Второе сражение при Карасу
Второе сражение при Карасу — одно из сражений русско-турецкой войны 1768—1774 годов, произошедшее 17 (28) октября 1773 года во время кампании русской армии в Валахии и Румелии.
В октябре П. А. Румянцев возобновил наступление за Дунаем. 16 (27) октября отряд генерал-поручика Ю. В. Долгорукова (5 тысяч человек) переправился у Гирсова и соединиться у Бабадага с отрядом К. К. Унгерн-Штернберга (4 тысячи человек). На следующий день они начали наступление на Карасу.
Турки имели в Карасу 25 000 человек под командованием Дагестанлы-паши, но ко времени сражения из-за побегов их число сократилось до 15 000. Дагестанлы-паша решил держаться в Карасу и занял своими войсками построенные шанцы.
Сильный туман скрывал движение русских войск, поэтому турки не ожидали нападения 17 (28) октября и, оставив шанцы, расположились в лагере. Когда туман рассеялся, передовые турецкие посты обнаружили русские отряды в 8 верстах от Карасу возле деревни Каратай. Это вызвало панику в османском лагере, и большая часть солдат бежала, так что у Карасу осталось не более 6000 человек.
Заметив беспорядочное бегство войск противника, российская кавалерия стала преследовать и настигла бегущих в 12 верстах за Карасу. Попытка турецкой конницы сплотиться и дать отпор провалилась. Оставшись одна, турецкая пехота расположилась на позиции при деревне Магмуткуй за каменной оградой с многочисленными ямами перед ней. Карабинеры спешились и открыли огонь по неприятелю из отбитой у них ранее пушки. Прибытие егерского батальона, атаковавшего турок в двух колоннах, заставило турок сдаться.
Во время преследования турки потеряли убитыми около 1500 человек, 768 попали в плен. В брошенном лагере победители обнаружили 11 пушек, 18 знамён, 3 бунчука и много боеприпасов. Среди пленных оказались Омер-паша и Чаум-паша. Русские потеряли 4 человек убитыми и 27 ранеными.
19 октября соединенные отряды Унгерна и Долгорукова двинулись в направлении Базарджика и 23-го после непродолжительного боя с конницей Черкес-паши заняли этот город, оставленный бежавшими турками.